# Thônes et Marthod
Thônes et Marthod est une race ovine française originaire de Savoie. Elle se caractérise par sa toison et sa peau blanche et ses marques noires au niveau du museau, des yeux et des oreilles. C'est une race rustique assez précoce, bien adaptée à la montée en estive l'été où elle passe trois ou quatre mois. C'est une race mixte, qui peut être utilisée comme race allaitante, en commercialisant des agneaux de boucherie légers. La transformation à la ferme et la vente directe sont bien développées dans cette race. Le schéma de sélection est géré par l'Union Thônes et Marthod. On compte environ 2 500 brebis Thônes et Marthod aujourd'hui.

## Origine et répartition

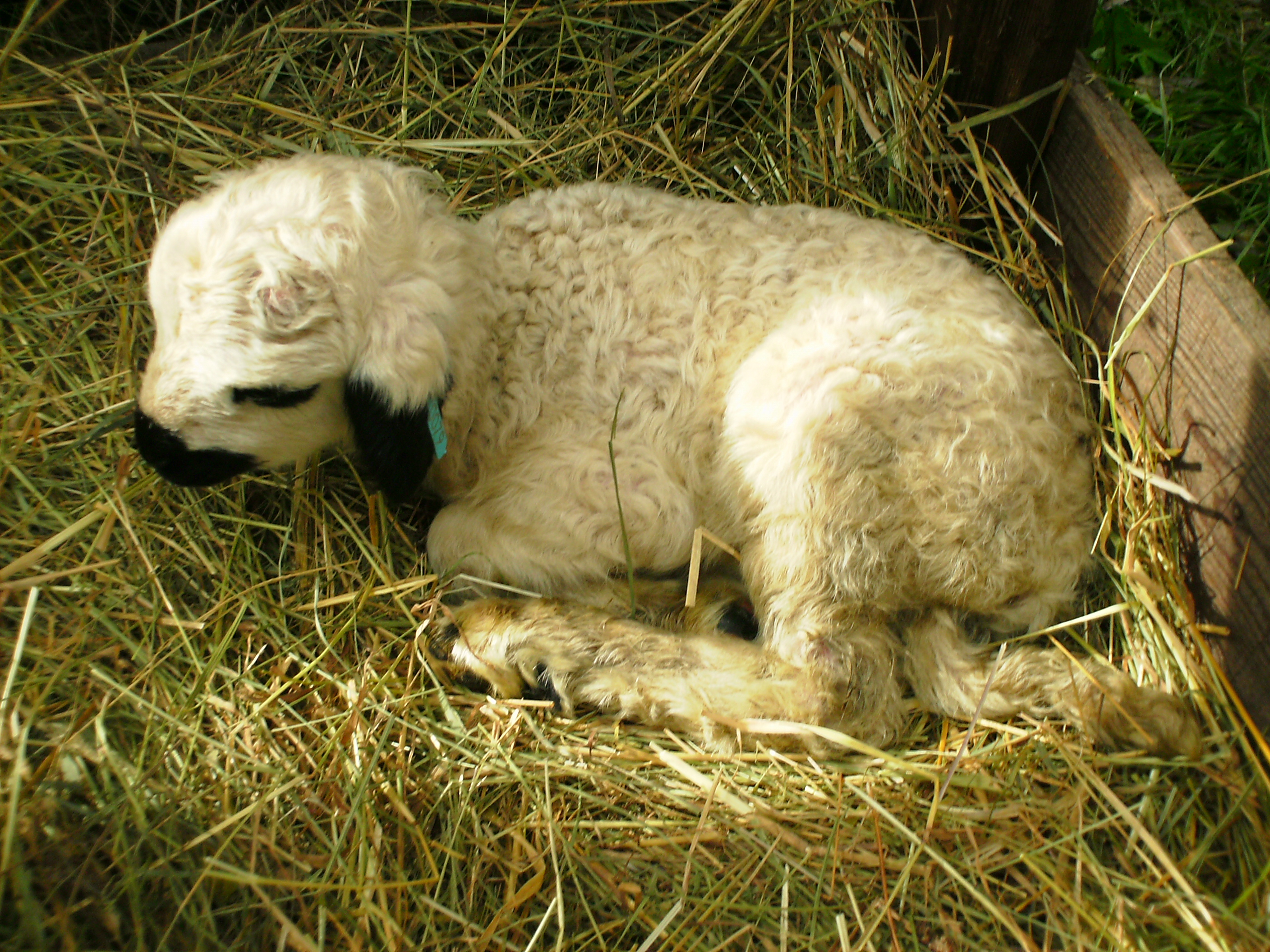
Agneau Thônes&Marthod

Cette race qui avait pratiquement disparu au début des années 1970 est profondément ancrée dans l'histoire des pays de Savoie et fait partie de son patrimoine culturel. Elle est apparentée à plusieurs races d'Europe centrale (Valais, Tyrol, Hongrie...) qui avaient cependant chacune leurs spécificités. Au XIXe siècle, chaque vallée savoyarde disposait de sa propre population de brebis ayant leurs caractéristiques propres. Vers 1870, deux de ces souches dominent alors le cheptel savoyard, celle de Marthod, près d'Albertville et celle de Thônes dans les Aravis.
Au début des années 1930, les deux souches sont définitivement unies pour aboutir à la dénomination commune Thônes et Marthod. De 32 000 ovins en 1932, il n'en restait plus que 19 000 en 1947 et la race faillit s'éteindre au début des années 1970. Une véritable action de sauvetage fut entreprise à partir de 1975, menée par l'Établissement départemental d'élevage de Savoie, le lycée agricole de La Motte-Servolex et l'Institut d'élevage. En 1992, une Union des éleveurs de la race Thônes et Marthod était créée avec dix adhérents. Celle-ci est chargée de sauvegarder, développer et promouvoir la race ainsi que ses produits. En 2002, l'Union comptait 36 éleveurs s'occupant d'un cheptel de 3 500 brebis.

## Morphologie

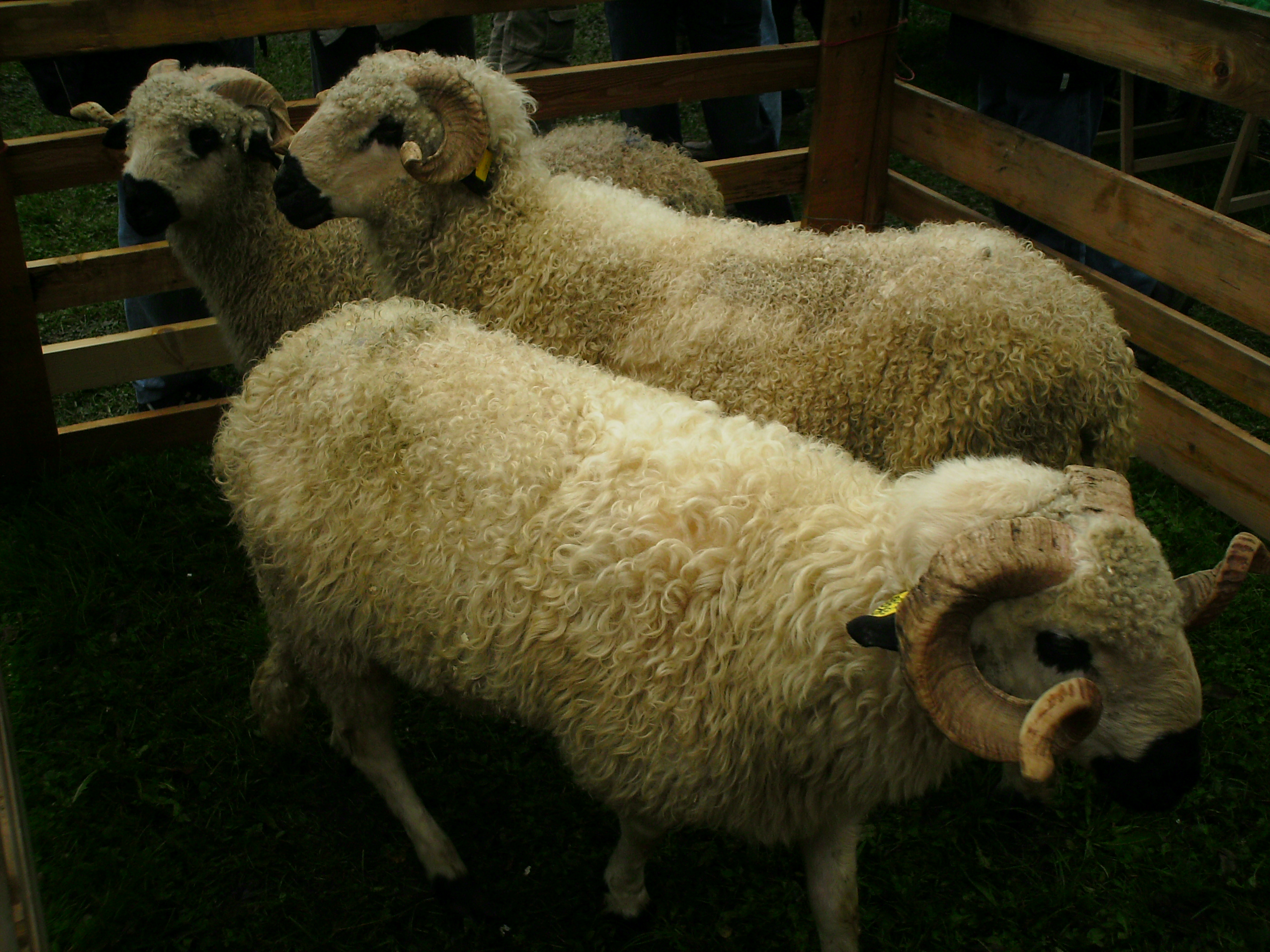
Béliers Thônes&Marthod

La Thônes et Marthod est une brebis de gabarit moyen, avec des brebis qui pèsent 55 à 65 kg et des béliers pesant 70 à 80 kg. Elle a une tête fine, un nez droit parfois légèrement busqué. Son front abondamment lainé présente un toupet caractéristique. Mâles et femelles portent des cornes assez développées, projetées à l'horizontale et formant une large spirale. On peut parfois trouver des animaux mottes, reconnus par la race mais qui demeurent assez rares. La Thônes et Marthod est entièrement blanche, à l'exception du bout de son museau, du tour de ses yeux, de ses oreilles et de l'extrémité de ses membres qui sont noirs. Elle porte une toison assez grossière, avec des mèches longues. Elle est très bouclée chez le jeune et douce.

## Aptitudes

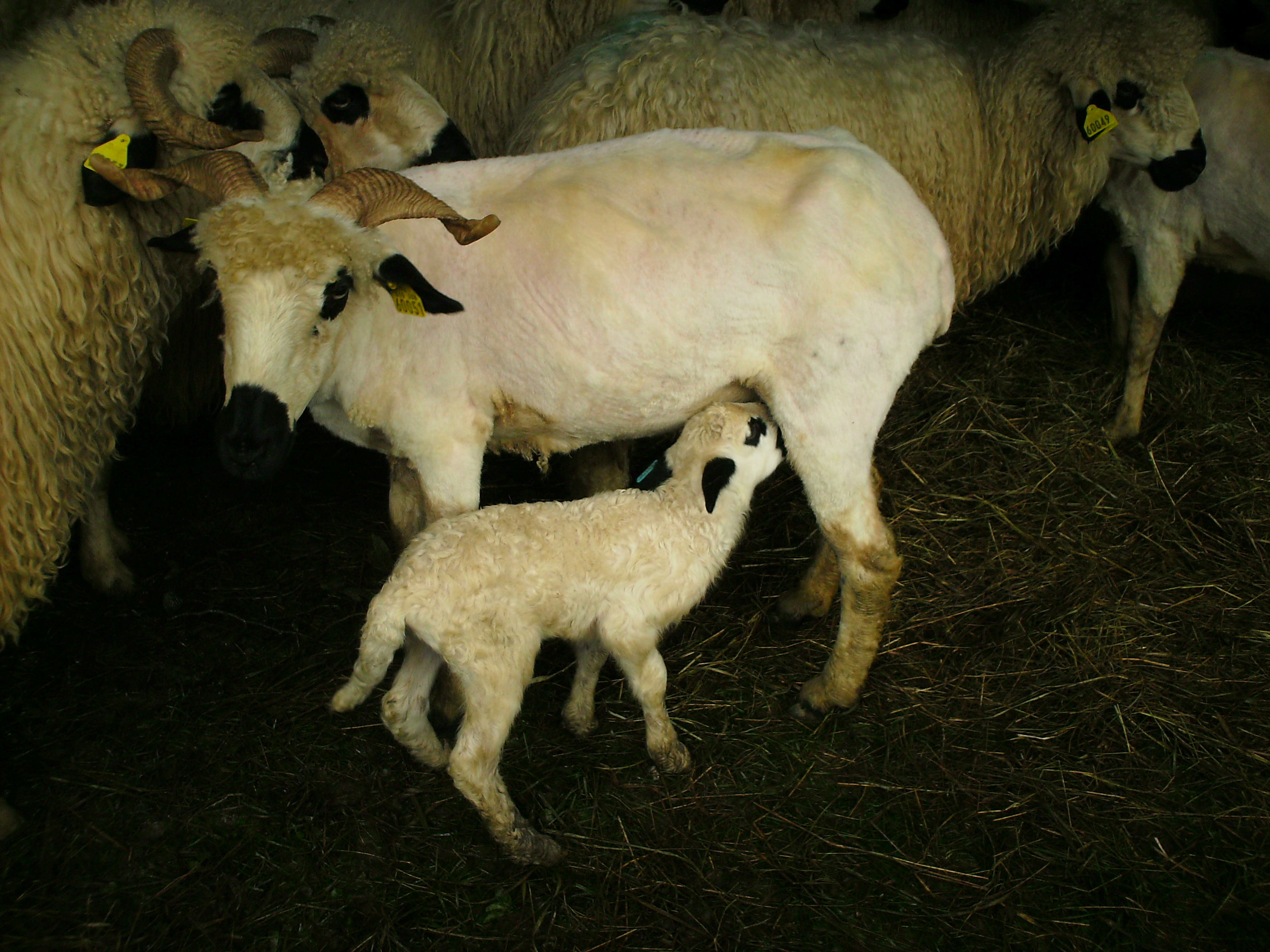
Brebis Thônes et Marthod.

La Thônes et Marthod se caractérise avant tout par sa rusticité. Elle supporte aussi bien l'élevage en bâtiments durant les longs mois d'hiver que la vie en estive l'été, à des altitudes dépassant 2 000 m, avec de fortes amplitudes thermiques et une forte pluviosité. C'est une bonne marcheuse qui valorise bien les parcours des Alpes du Nord. Certains animaux passent d'ailleurs l'hiver dehors dans les vallées. Elle a une bonne longévité et il n'est pas rare de trouver des brebis de plus de 10 ans toujours fertiles.
La Thônes et Marthod est une brebis précoce, qui peut mettre bas dès l'âge d'un an. Elle est moyennement prolifique, avec environ 1,5 agneaux par an. De plus, elle est facile à désaisonner, et a un instinct maternel très développé. C'est une race qui peut à la fois être élevée pour sa production laitière et sa production de viande. Ainsi, les brebis laitières produisent entre 90 et 170 litres de lait par an suivant leur date d'agnelage, et sa viande est réputée pour être très goûteuse. Par contre les agneaux légers produits sont assez mal conformés.

## Élevage
Depuis peu, les élevages à vocation laitière refont leur apparition, alors qu'ils avaient un temps disparus. On trouve toutes les dates de mises bas dans ces systèmes assez hétérogènes. Tout le lait est transformé directement dans les fermes, en tomme de brebis mais aussi en yaourts, lactiques, sérac ou persillé. Dans la plupart des élevages allaitants, les brebis mettent bas au printemps, puis élèvent leurs agneaux en estives jusqu'à l'automne. La viande d'agneau est souvent vendue directement à ferme, ou dans des magasins collectifs.

## Sélection
Le schéma de sélection de la race est géré par l'Union Thônes et Marthod qui dispose d'une base de 350 brebis soumises au contrôle de performance. Il s'appuie sur un centre de béliers qui rassemblent les reproducteurs de la race et enregistre leurs performances. Une attention particulière est donnée au maintien de la variabilité génétique au sein de la race et à la résistance à la tremblante du mouton.

## Diffusion
La Thônes et Marthod est restée fidèle à son berceau, et c'est toujours dans les départements de la Savoie et de la Haute-Savoie qu'on la rencontre principalement, et plus précisément dans la vallée de la Haute-Maurienne et la région de Thônes. On compte environ 2 500 brebis de cette race.